# Androcalva fragifolia
Androcalva fragifolia är en malvaväxtart som beskrevs av C.F.Wilkins. Androcalva fragifolia ingår i släktet Androcalva och familjen malvaväxter. Inga underarter finns listade i Catalogue of Life.